# Асмус, Герман Мартынович
Герман Мартынович Асмус (нем. Hermann Martin Asmuss; 1812—1859) — русский зоолог и палеонтолог немецкого происхождения.

## Биография
Родился в Дерпте, по разным данным — 12 или 31 мая 1812 года.
Сын Мартина Асмуса (1784—1844), педагога и содержателя женского пансиона в Дерпте; мать — Кристина Луиза, урождённая Лунде.
В 1826—1830 годах учился в Дерптской гимназии, а в 1830—1834 годы был студентом Дерптского университета. В 1835 году после получения степени доктора философии в Кёнигсбергском университете принят приват-доцентом в Дерптский университет. С 1839 по 1857 годы был доцентом и директором «Кабинета естественной истории» университета. С 1857 года — экстраординарный, с 1858 года — ординарный профессор зоологии.
Одна из основных работ Асмуса была посвящена классификации иранского шипохвоста (Uromastyx asmussi) — вид ящериц из семейства агамовых был назван в его честь. Описание Асмусом обширных окаменелостей из пещер Арукюла (близ Дерпта) принесло ему мировую известность.
Умер 6 (18) декабря 1859 года. После смерти Асмуса Дерптский университет вёл долгие переговоры с его наследниками, но не смог заплатить требуемых 1700 рублей за коллекцию Асмуса (полное собрание его ископаемых рыб). И только в 1865 году Эдуард фон Валь в течение года выкупил её и передал в университет. В настоящее время вся коллекция Асмуса находится в «Музее природы» при Тартуском университете.